# Jan VI. (papež)
Jan VI. (??, Efez, dnešní Turecko – 11. ledna 705, Řím) byl papežem od 30. října 701 až do své smrti. Pravděpodobně byl Řek.
Byzantský císař Tiberios Apsimar poslal ze Sicílie exarchu Theofylacta. Novému papeži nedůvěřoval. Z různých koutů Apeninského poloostrova začaly k Římu proudit milice určené k ochraně města i papeže. Papež však vzal exarchu ve svou ochranu a město nechal uzavřít. Poté milice ujistil, že se nic neděje, a požádal je o odchod.

## Odkazy

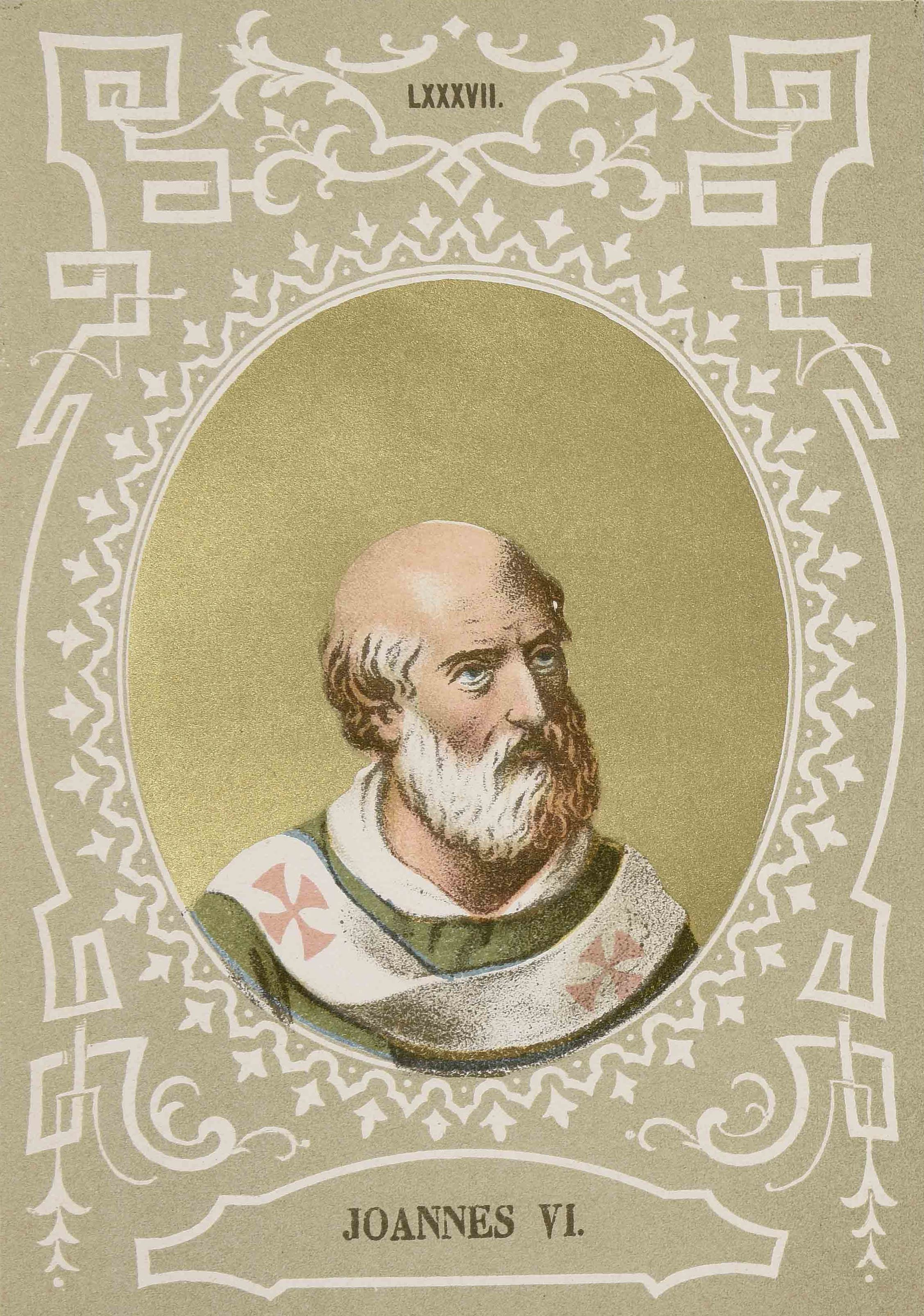
Portrét papeže Jana VI.